# Island Escape
Die Island Escape war ein Kreuzfahrtschiff, das von 2002 bis 2015 für Island Cruises fuhr. Es wurde ursprünglich als Fährschiff unter dem Namen Scandinavia in Dienst gestellt. Im Herbst 2015 wurde es ausgemustert und schließlich 2018 in Alang verschrottet.

## Geschichte

### Scandinavia(1982–1985)
Die Scandinavia wurde am 12. März 1980 bestellt und bei Dubigeon-Normandie in Nantes gebaut. Der Stapellauf des Schiffes fand am 16. Oktober 1981 statt. Nach Probefahrten im Mai 1982 übernahm am 20. August 1982 die zur Det Forenede Dampskibs-Selskab (DFDS) gehörende United Steamship Company das Schiff. Das Schiff kam unter der Flagge der Bahamas mit Heimathafen Nassau in Fahrt.
Die Scandinavia wurde anschließend nach New York überführt, wo am 28. September 1982 die Taufe des Schiffes stattfand. Am 2. Oktober 1982 nahm das Schiff seinen Dienst auf der Strecke von New York nach Freeport auf, ab dem 11. Juni 1987 wurde außerdem Nassau angelaufen. Im Dezember 1983 kehrte die Scandinavia nach Europa zurück, um von DFDS zwischen Oslo und Kopenhagen eingesetzt zu werden.
Im April 1982 wurde die Sundance Cruise Corporation neuer Eigentümer der Scandinavia. Das Schiff blieb zunächst auf seiner alten Strecke.

### Stardancer(1985–1990)
Sundance Cruise Corporation ließ das Schiff im April 1985 unter dem neuen Namen Stardancer bei Blohm + Voss in Hamburg für Kreuzfahrten umrüsten. Anschließend kehrte es in die USA zurück. Im Juni 1985 nahm die Stardancer den Dienst für Kreuzfahrten ab Los Angeles und Vancouver nach Alaska und Mexiko auf. 1987 wurde das Schiff zuerst an Admiral Cruises verkauft, ehe es 1988 für Royal Admiral Cruises in Fahrt kam. Das Einsatzgebiet der Stardancer änderte sich jedoch nicht.

### Viking Serenade(1990–2002)

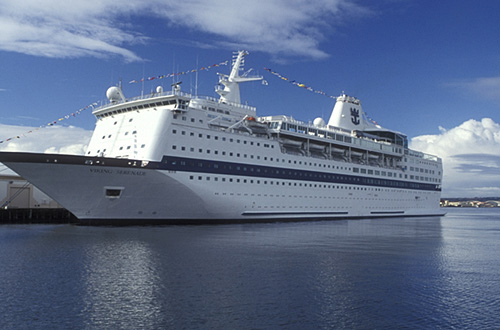
Die Viking Serenade

Im Januar 1990 übernahm Royal Caribbean International das Schiff mittelbar durch Viking Serenade Inc und benannte es in Viking Serenade um.  Von Januar bis Juni 1991 wurde die Viking Serenade in der Southwest Marine Yard in San Diego modernisiert und zu einem reinen Kreuzfahrtschiff umgebaut. Ab 24. Juni 1991 wurde es für Kreuzfahrten von Los Angeles nach Mexiko einzusetzen. 1996 kam das Schiff unter der Flagge Liberias mit Heimathafen Monrovia in Fahrt. 2000 kaufte die Sunshine Cruise Ltd. das Schiff, Royal Caribbean betrieb das Schiff jedoch bis 2002 im gleichen Einsatzgebiet weiter.

### Island Escape(2002–2015)
Im März 2002 ging das Schiff für die 2001 neu gegründete Marke von Royal Caribbean Cruises und First Choice Holidays, Island Cruises, in Dienst. Sie fuhr fortan unter der Flagge der Bahamas mit Heimathafen Nassau. In den kommenden dreizehn Jahren wurde die Island Escape für Kreuzfahrten im Mittelmeer eingesetzt. Nach einem Eigentümerwechsel durch den Verkauf der Royal-Caribbean-Anteile an Island Cruises an TUI Travel 2008 wurde der Dienst fortgesetzt, bis das Schiff zum Saisonende 2015 ausgemustert und in Brest aufgelegt wurde. Im November 2015 wurde es an Cruise Holding Inc. verkauft, neuer Heimathafen wurde Limassol, Zypern.

### Ocean Gala(2015–2016)
Im Dezember 2015 erfolgte die Umbenennung in Ocean Gala, neuer Heimathafen wurde Nassau, Bahamas. Im Februar 2016 wurde das Schiff nach Schweden verchartert, um als Unterkunft für Flüchtlinge genutzt zu werden, Das Schiff wurde zunächst von Februar 2016 bis Juni 2016 in Kristiansand aufgelegt. Im Juni 2016 erreichte das Schiff schließlich den Hafen von Utansjö, wo es als Flüchtlingsunterkunft dienen sollte. Der Plan, das Schiff als Unterkunft für Flüchtlinge zu nutzen, wurde im Juli 2016 aufgegeben. Von November bis Dezember 2016 lag die Ocean Gala in Esbjerg, um Arbeiter von Offshore-Anlagen zu beherbergen. Im Dezember 2016 wurde es an Pisces Maritime Ltd aus Mumbai verkauft.

### Ocean Gala 1(2016–2018)
Im Dezember 2016 wurde das Schiff in Ocean Gala 1 umbenannt und in St. Kitts und Nevis registriert, Heimathafen wurde Basseterre. Mitte Mai 2017 traf das Schiff in Abu Dhabi ein, wo es seitdem lag. Am 3. November 2017 verließ es den Hafen im Schlepp der Salvaree. Bis Mitte März 2018 lag das Schiff vor Schardscha auf Reede. 2018 kam es unter die Flagge der Komoren, Heimathafen wurde Moroni. Am 31. März 2018 traf es im Golf von Khambhat/Bhavnagar ein. Es wurde am 3. April 2018 auf Reede vor Alang verholt, am 4. April zum Abbruch gestrandet und anschließend beim Honey Ship Breaking Yard verschrottet.